# Manneville-sur-Risle
Pour les articles homonymes, voir Manneville et Risle.
Manneville-sur-Risle est une commune française située dans le département de l'Eure, en région Normandie.

## Géographie

### Localisation
Elle fait partie du parc naturel régional des Boucles de la Seine normande.
| Saint-Mards-de-Blacarville | Saint-Ouen-des-Champs (sur quelques centaines de mètres) | Fourmetot                      |
| Pont-Audemer               | Manneville-sur-Risle                                     | Fourmetot Corneville-sur-Risle |
| Pont-Audemer               | Pont-Audemer                                             | Corneville-sur-Risle           |

### Hydrographie
La commune est située dans le bassin Seine-Normandie. Elle est drainée par la Risle, deux bras de la Risle, le canal des Moulins Rivière et  et un autre petit cours d'eau,.
La Risle, d'une longueur de 145 km, prend sa source dans la commune de Planches et se jette  dans la Seine à Berville-sur-Mer, après avoir traversé 52 communes.

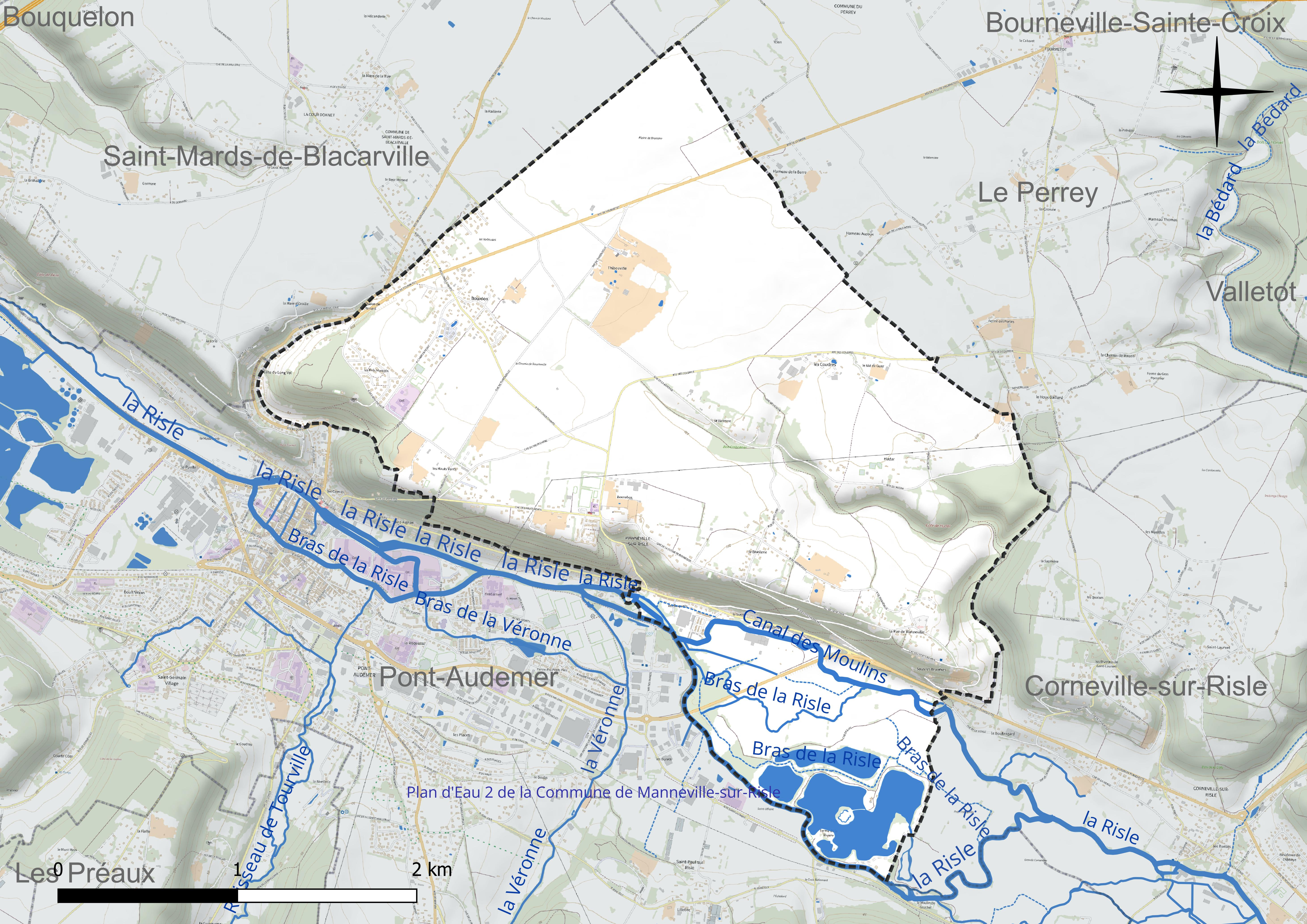
Réseau hydrographique de Manneville-sur-Risle.

Deux plans d'eau complètent le réseau hydrographique : le plan d'eau 1 de la commune de Manneville-sur-Risle (5,5 ha) et le plan d'eau 2 de la commune de Manneville-sur-Risle (3,4 ha),.

### Climat
Pour des articles plus généraux, voir Climat de la Normandie et Climat de l'Eure.
En 2010, le climat de la commune est de type climat océanique altéré, selon une étude du CNRS s'appuyant sur une série de données couvrant la période 1971-2000. En 2020, Météo-France publie une typologie des climats de la France métropolitaine dans laquelle la commune est exposée à un climat océanique et est dans la région climatique  Côtes de la Manche orientale, caractérisée par un faible ensoleillement (1 550 h/an) ; forte humidité de l’air (plus de 20 h/jour avec humidité relative > 80 % en hiver), vents forts fréquents. Parallèlement le GIEC normand, un groupe régional d’experts sur le climat, différencie quant à lui, dans une étude de 2020, trois grands types de climats pour la région Normandie, nuancés à une échelle plus fine par les facteurs géographiques locaux. La commune est, selon ce zonage, exposée à un « climat contrasté des collines », correspondant au Pays d’Auge, Lieuvin et Roumois, moins directement soumis aux flux océaniques et connaissant toutefois des précipitations assez marquées en raison des reliefs collinaires qui favorisent leur formation.
Pour la période 1971-2000, la température annuelle moyenne est de 10,6 °C, avec  une amplitude thermique annuelle de 13,7 °C. Le cumul annuel moyen de précipitations est de 833 mm, avec 12,8 jours de précipitations en janvier et 8,3 jours en juillet. Pour la période 1991-2020, la température moyenne annuelle observée sur la station météorologique la plus proche, située sur la commune de Boulleville à 11 km à vol d'oiseau, est de 11,3 °C et le cumul annuel moyen de précipitations est de 851,2 mm,. Pour l'avenir, les paramètres climatiques de la commune estimés pour 2050 selon différents scénarios d’émission de gaz à effet de serre sont consultables sur un site dédié publié par Météo-France en novembre 2022.

## Urbanisme

### Typologie
Au 1er janvier 2024, Manneville-sur-Risle est catégorisée commune rurale à habitat dispersé, selon la nouvelle grille communale de densité à 7 niveaux définie par l'Insee en 2022.
Elle appartient à l'unité urbaine de Pont-Audemer, une agglomération intra-départementale dont elle est une commune de la banlieue,. Par ailleurs la commune fait partie de l'aire d'attraction de Pont-Audemer, dont elle est une commune de la couronne,. Cette aire, qui regroupe 34 communes, est catégorisée dans les aires de moins de 50 000 habitants,.

### Occupation des sols
L'occupation des sols de la commune, telle qu'elle ressort de la base de données européenne d’occupation biophysique des sols Corine Land Cover (CLC), est marquée par l'importance des territoires agricoles (73,7 % en 2018), en diminution par rapport à 1990 (79,6 %). La répartition détaillée en 2018 est la suivante : 
terres arables (40,8 %), prairies (24,7 %), forêts (13,1 %), zones agricoles hétérogènes (8,2 %), zones urbanisées (6,6 %), eaux continentales (5 %), zones industrielles ou commerciales et réseaux de communication (1,7 %). L'évolution de l’occupation des sols de la commune et de ses infrastructures peut être observée sur les différentes représentations cartographiques du territoire : la carte de Cassini (XVIIIe siècle), la carte d'état-major (1820-1866) et les cartes ou photos aériennes de l'IGN pour la période actuelle (1950 à aujourd'hui).

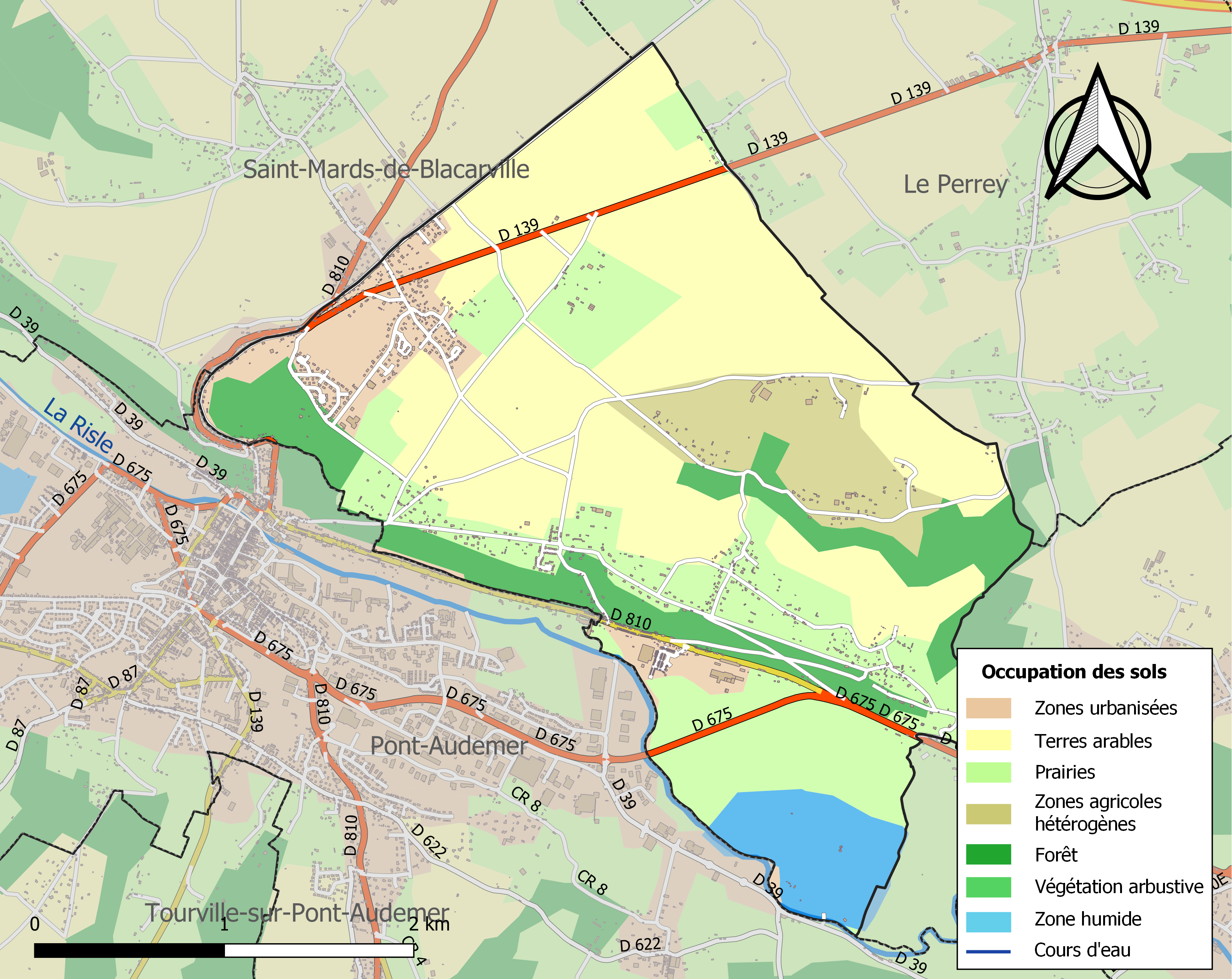
Carte des infrastructures et de l'occupation des sols de la commune en 2018 (CLC).

## Toponymie
On retrouve les premières mentions de la paroisse dans le cartulaire de l'abbaye Saint-Pierre-de-Préaux édité en 2005.
Le nom de la localité est attesté sous la forme Magnavilla vers 1063, Mangneville en 1433 (reg. de la Chambre des comptes), Maynevilla en 1557 (Robert Cœnalis), Mannevilla ad Rillam en 1731 (antiphonale Rothomagense), Manneville sur l’Isle en 1754 (Dict. des postes), Manneville sur Risle en 1793, Manneville en 1801.
Vers 1060, l'abbaye reçoit plusieurs donations provenant d'un même lieu nommé Manichivilla ou Magnivilla super Rillam (cartulaire de Préaux), littéralement « grand domaine », « la grande ferme », de main(e), grand en français médiéval (la forme normande est normalement man(ne)) et -ville « domaine rural, village ».
Homonymie avec les Manneville de Normandie et même élément dans Manéglise et la Manneporte à Étretat.
La Risle est une rivière de Normandie qui s'écoule dans les départements de l'Orne et de l'Eure.

## Histoire

### Du néolithique à la période mérovingienne
Plusieurs fouilles archéologiques réalisées depuis le XIXe siècle attestent d'une occupation humaine ancienne. En effet, des traces de vie datant de la période néolithique ont été découvertes. Un tumulus a été repéré sur la carte archéologique au lieu-dit la Ferme de la Rivière et des éclats de silex sont retrouvés au lieu-dit les Prés Mançois. Ce dernier site, placé en surplomb de la vallée de la Risle, à l'entrée du plateau, fut habité pendant toute la période gallo-romaine et jusqu'au début du Moyen Âge comme l'atteste la découverte de fossés à proximité de l'actuelle rue Charles-Péguy.
Pour la période mérovingienne, l'activité archéologique principalement réalisée au XIXe siècle se focalise plus particulièrement sur le côté est de la commune. Sur une zone partant de l'église Saint-Denis, parcourant le chemin de la Forge-au-Cœur jusqu'à la route de Rouen plusieurs sarcophages mérovingiens furent exhumés accompagnés d'objets métalliques de parure essentiellement.

### Moyen Âge
Pour la période médiévale, le premier document recensé fournissant des indications sur l'histoire de Manneville-sur-Risle est le cartulaire de l'abbaye Saint-Pierre-de-Préaux. À la suite de sa fondation au XIe siècle, l'abbaye reçut des dons de la part des seigneurs. Osbern de Manneville donna une terre et Roger de Beaumont fit don de tout ce qu'il possédait alors à Manneville : ses champs et ses eaux.
La mention eaux est une référence à l'aménagement de la Risle qui est dotée, dès cette période, de plusieurs moulins. En effet, en 1060 et 1080, l'abbaye de Jumièges reçut deux moulins de la part d'Osbern de Manneville et de Robert de Bonnebos. Au XIIIe siècle, Guillaume de Bonnebos avait sous sa protection un moulin et des écluses sur la Risle, tandis qu'un autre seigneur, Guillaume de Manneville, donna un "vieux moulin" à l'abbaye du Bec-Hellouin. L'existence d'une église paroissiale est attestée à la même période par l'intervention de Cadoc, bailli de Pont-Audemer qui confie le patronage de l'église à la collégiale de Gaillon.

### Période moderne
La paroisse de Manneville-sur-Risle ne connaît pas de bouleversement majeur durant la période moderne. L'essentiel de la population occupait certainement une activité rurale sous le contrôle des importantes seigneuries locales.
Au début du XVIIIe siècle, la paroisse comptait quatre feux privilégiés appartenant à la noblesse et 83 feux taillables. Au total, 348 individus vivaient sur ce territoire.

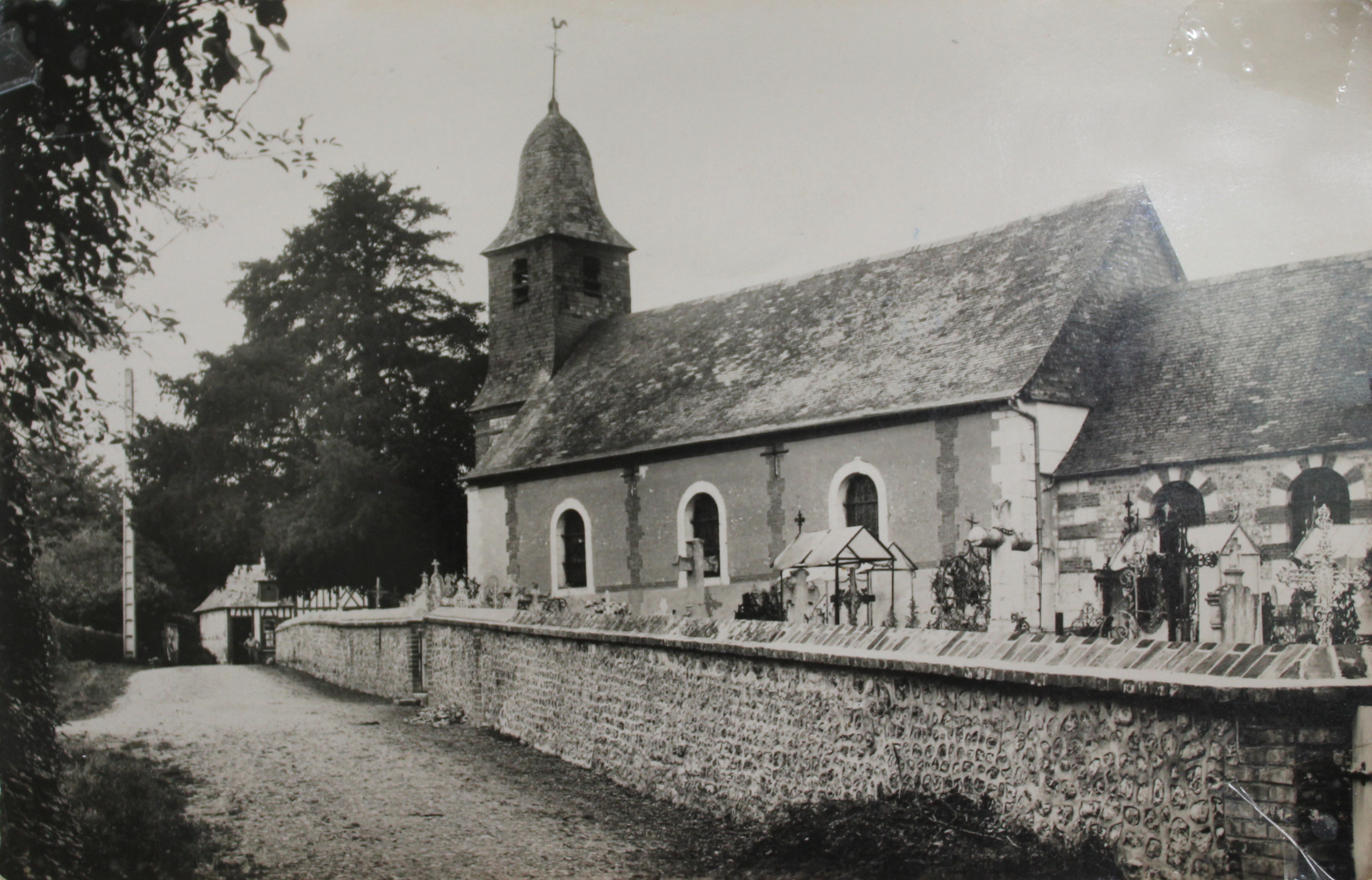
Église Saint-Denis au début du XXe siècle.

Une nouvelle église paroissiale est construite au cours du siècle, la cloche date de 1775.

#### Les fiefs
La paroisse de Manneville-sur-Risle était divisée en plusieurs domaines. Le dictionnaire historique des communes de l'Eure dénombre 13 fiefs sur ce territoire : Bigards, Bonnebos, Fréville, Gouy, Hudar, Longval, les Roys, Moulin Saint-Pierre, Poissy, la Rivière, Thibouville, Thillard, Vauquelinière. La plupart de ces fiefs n'étaient que des parcelles de terre affermées. Toutefois, deux d'entre eux doivent être mis en exergue pour leur intérêt historique.

##### Le domaine de Bonnebos

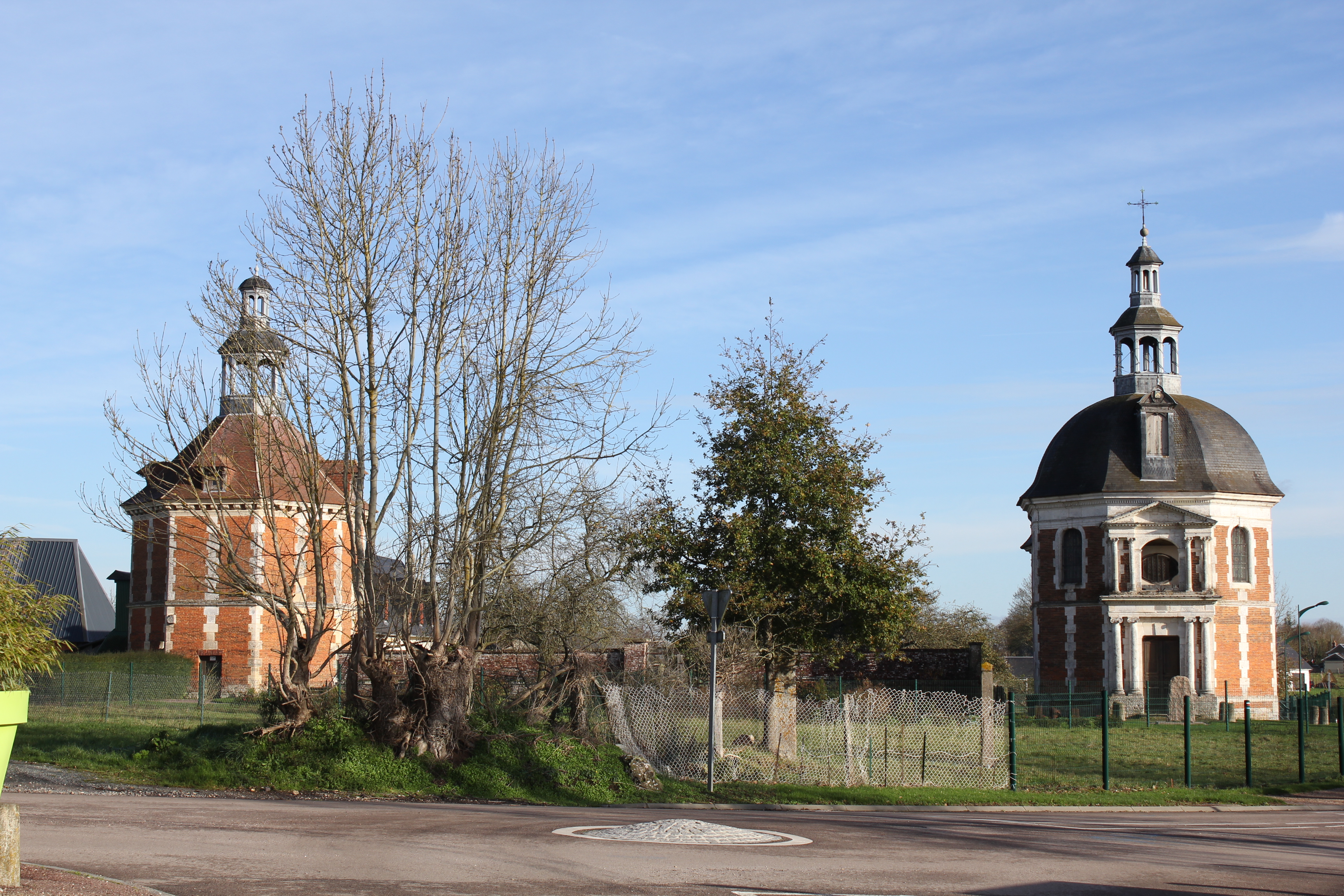
Vue de la chapelle et du colombier de l'ancien château de Bonnebos.

Le premier seigneur de Bonnebos est Robert de Bonnebos dont le territoire s'étendait du plateau jusqu'à la Risle. Au Moyen Âge, la famille de Bonnebos possédait, à ce titre, des moulins et des écluses sur la rivière. En 1578, par la vente du domaine à la famille Lefort, le fief de Bonnebos devint progressivement le fief principal d'un regroupement de domaines féodaux intégrant les fiefs de Bigards, le Moulin Saint-Pierre, Poissy et Thillard. En 1670, Nicolas Lefort fit réunir l'ensemble de ces domaines en un seul fief nommé Bonnebos. L'édification du château de Bonnebos date probablement de cette période où il est question d'asseoir la puissance seigneuriale de la famille Le Fort. Dans les années 1690, Nicolas Lefort compléta son château par une entrée monumentale dotée de chaque côté d'un colombier et d'une chapelle à l'architecture remarquable.
Le château de Bonnebos fut détruit en 1835. La chapelle et le colombier furent préservés.

##### Le domaine de Thibouville

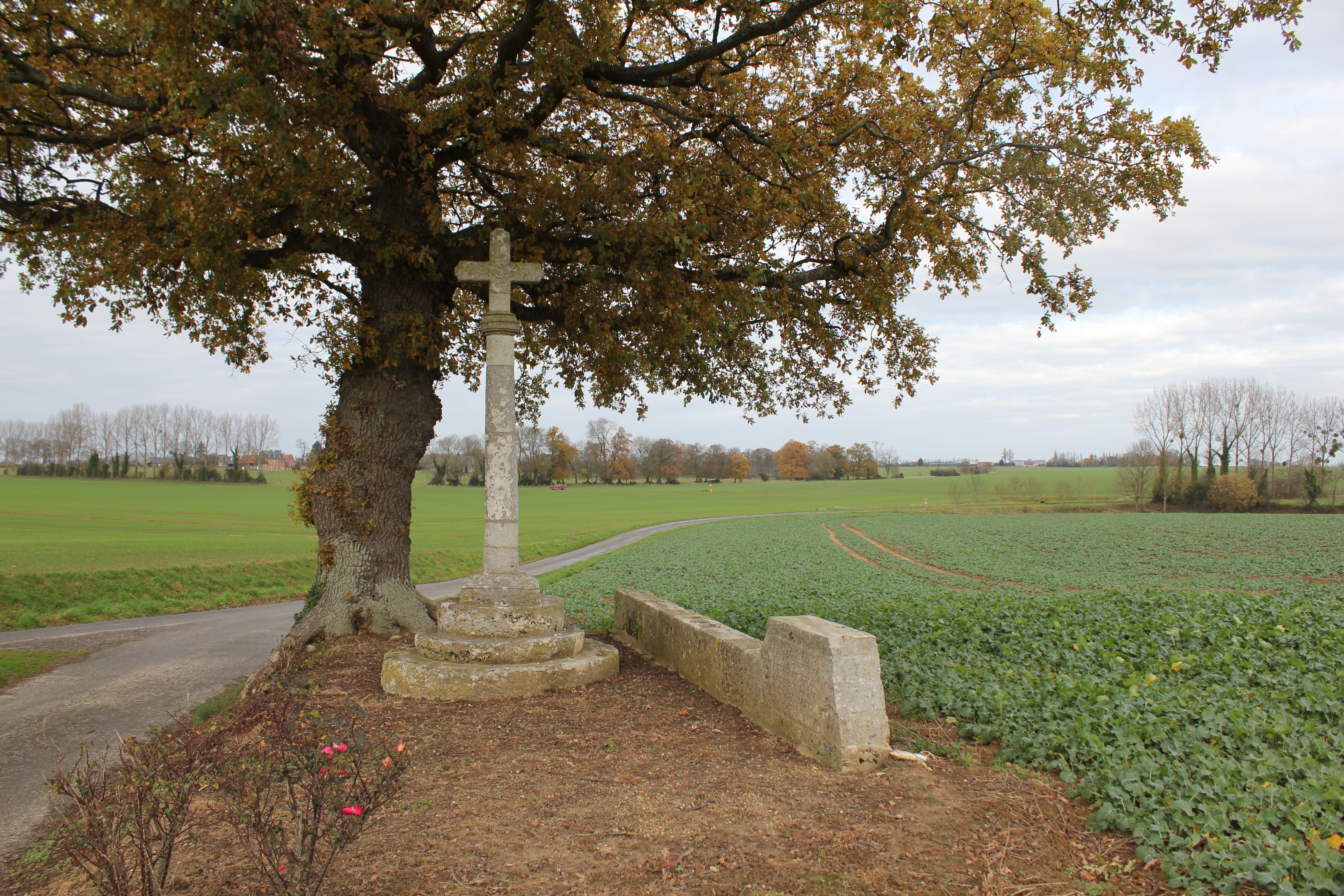
À une date inconnue, le seigneur de Thibouville tua le seigneur de Bonnebos en duel. Thibouville fit ériger une croix de chemin en signe de pénitence.

Vers 1180, Robert de Thibouville possédait un fief qui s'étendait sur les deux paroisses de Manneville et de Blacarville. Le domaine de Thibouville est transféré successivement aux familles Baron au XVIe siècle qui édifie une chapelle et Maisonval au XVIIIe siècle qui fit construire un château sur le domaine. Au XIXe siècle, le château est partiellement détruit.

### Période contemporaine

#### Instruction publique
L'existence d'une école est avérée à partir de 1842. Au cours du siècle, le conseil municipal loua des fermes pour loger l'instituteur et sa classe. Vers 1880, l'inspecteur d'académie, bras armé de la IIIe République en matière d'instruction publique, pressa le conseil municipal d'engager un projet de construction d'école. Les édiles furent particulièrement réticents, arguant d'une importante scolarisation des enfants de Manneville-sur-Risle dans les écoles de Pont-Audemer. En 1903, à l'occasion du renouvellement du maire, le projet définitif fut lancé prévoyant un groupe scolaire avec 3 classes (1 classe de filles, 1 classes de garçon, 1 classe enfantine), un logement pour deux instituteurs et une salle de réunion pour le conseil municipal.

#### Le quartier des Baquets
Au XIXe siècle, l'industrialisation de la vallée de la Risle touche particulièrement la commune. À Manneville-sur-Risle, plusieurs moulins installés sur des sites anciens remontant au Moyen Âge étaient toujours en activité. Il s'agissait, d'amont en aval, des moulins de Saint-Pierre, du moulin à huile et du moulin des Rois (installé à proximité du moulin des Baquets situé à Pont-Audemer). Durant la première partie du siècle, ces moulins firent l'objet de modernisation pour une meilleure exploitation de l'énergie hydraulique.

En 1852, le moulin des Baquets de Pont-Audemer et le moulin des Rois furent transformés en usine de filature. Le développement de l'usine entraîna une arrivée massive d'ouvriers qui furent logés sur place dans plusieurs lotissements construits successivement sur la route de Rouen dans la commune de Manneville-sur-Risle. En 1870, la construction d'une nouvelle usine de tissage poursuivit l'extension du quartier en amont de la Risle. En 1902, une cité ouvrière fut construite pour loger les ouvriers de l'usine de tissage. L'activité des deux sites textiles se poursuivit jusqu'en 1962 où les deux usines furent vendues et orientées vers d'autres activités.

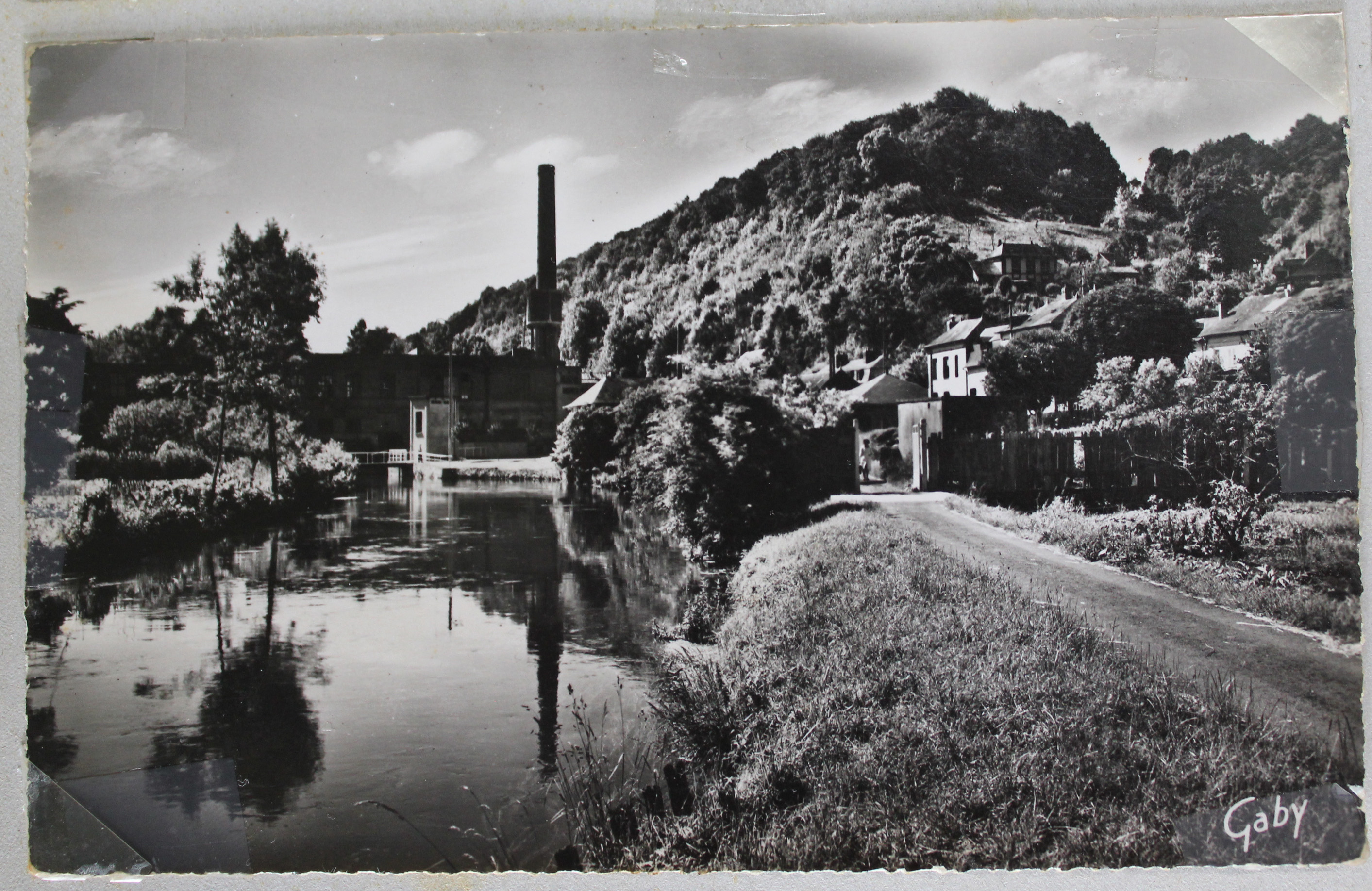
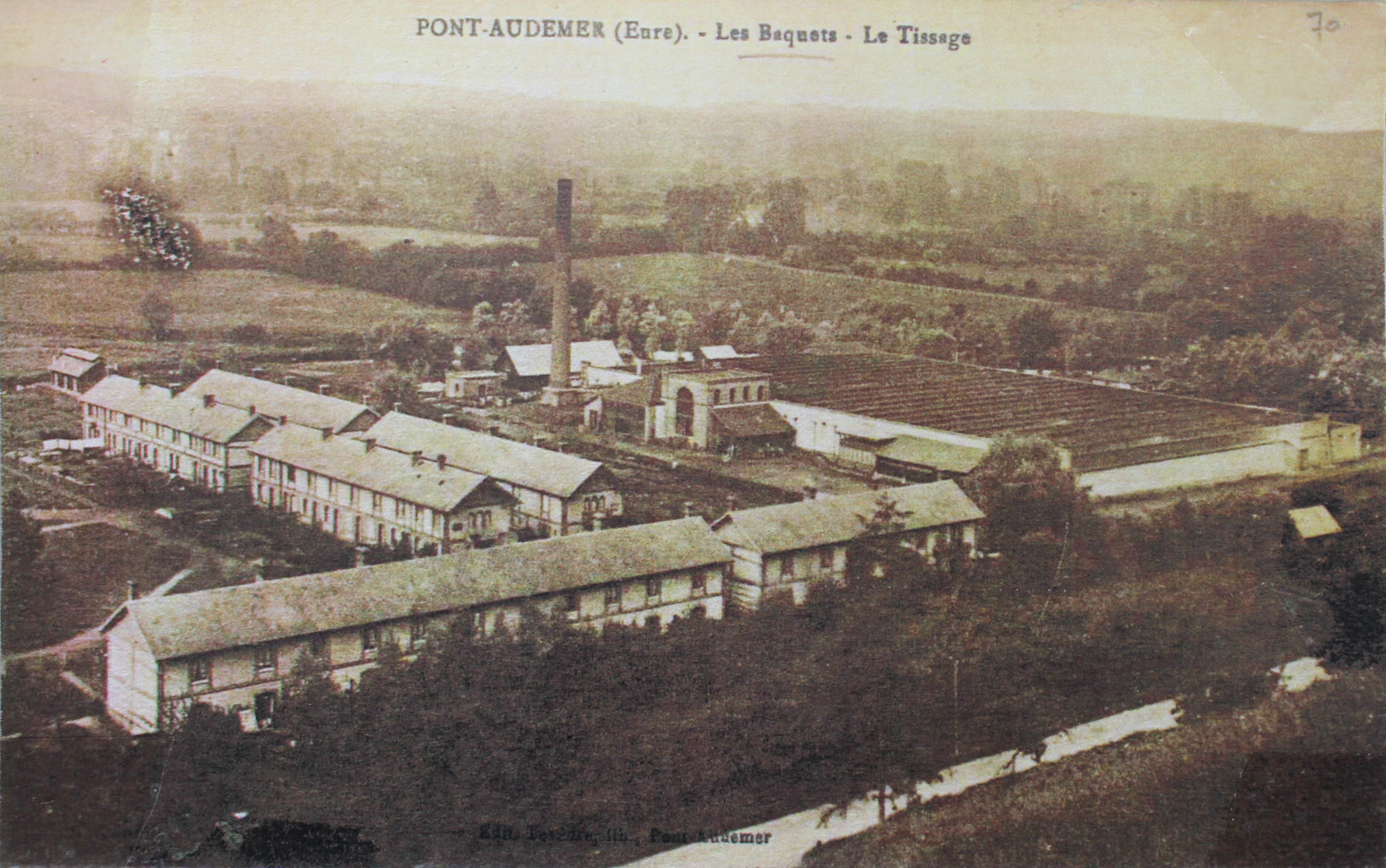
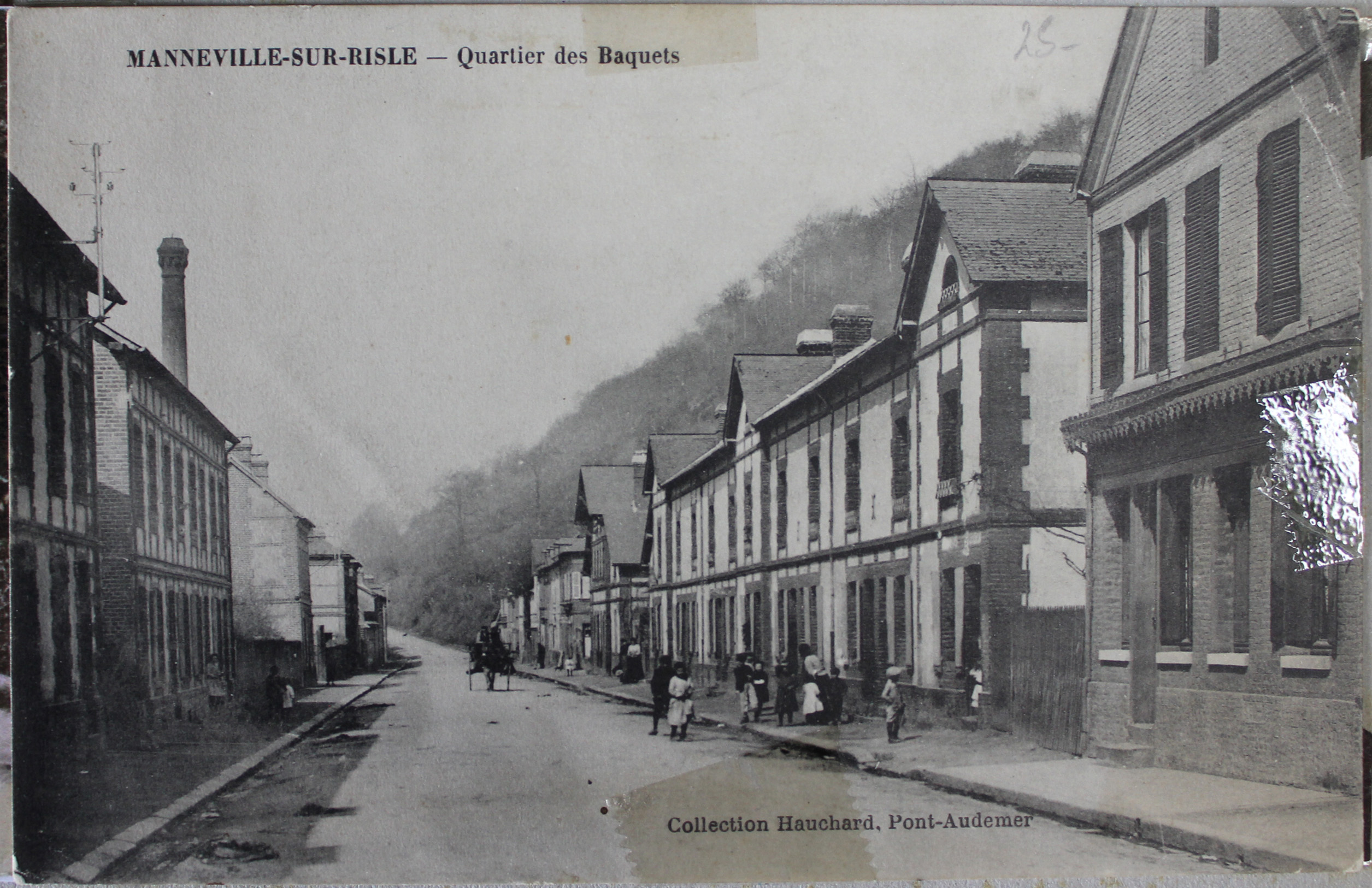

## Politique et administration
| Période                                  | Période  | Identité       | Étiquette   | Qualité |
| ---------------------------------------- | -------- | -------------- | ----------- | ------- |
| 1983                                     | 2008     | Alain Noël     |             |         |
| 2008                                     | En cours | Isabelle Duong | SE Horizons | Juriste |
| Les données manquantes sont à compléter. |          |                |             |         |

### Jumelage
- Bunsoh (Allemagne)[42].

## Démographie
L'évolution du nombre d'habitants est connue à travers les recensements de la population effectués dans la commune depuis 1793. Pour les communes de moins de 10 000 habitants, une enquête de recensement portant sur toute la population est réalisée tous les cinq ans, les populations de référence des années intermédiaires étant quant à elles estimées par interpolation ou extrapolation. Pour la commune, le premier recensement exhaustif entrant dans le cadre du nouveau dispositif a été réalisé en 2005.

En 2022, la commune comptait 1 436 habitants, en évolution de −6,39 % par rapport à 2016 (Eure : −0,25 %, France hors Mayotte : +2,11 %).
| 1793 | 1800 | 1806 | 1821 | 1831 | 1836 | 1841 | 1846 | 1851 |
| ---- | ---- | ---- | ---- | ---- | ---- | ---- | ---- | ---- |
| 501  | 554  | 503  | 500  | 510  | 532  | 542  | 604  | 708  |

| 1856 | 1861 | 1866 | 1872 | 1876 | 1881 | 1886 | 1891 | 1896 |
| ---- | ---- | ---- | ---- | ---- | ---- | ---- | ---- | ---- |
| 709  | 804  | 833  | 808  | 755  | 794  | 739  | 802  | 745  |

| 1901 | 1906  | 1911  | 1921 | 1926  | 1931 | 1936 | 1946  | 1954  |
| ---- | ----- | ----- | ---- | ----- | ---- | ---- | ----- | ----- |
| 754  | 1 031 | 1 032 | 986  | 1 000 | 962  | 971  | 1 007 | 1 043 |

| 1962  | 1968 | 1975  | 1982  | 1990  | 1999  | 2005  | 2006  | 2010  |
| ----- | ---- | ----- | ----- | ----- | ----- | ----- | ----- | ----- |
| 1 011 | 970  | 1 048 | 1 019 | 1 009 | 1 028 | 1 197 | 1 261 | 1 468 |

| 2015  | 2020  | 2022  | - | - | - | - | - | - |
| ----- | ----- | ----- | - | - | - | - | - | - |
| 1 526 | 1 479 | 1 436 | - | - | - | - | - | - |

## Culture locale et patrimoine

### Lieux et monuments

#### Monument historique
La commune de Manneville-sur-Risle compte un édifice inscrit et classé au titre des monuments historiques :
- le château de Bonneboscq (XVIIe),  Classé MH (1958)  Inscrit MH (1958)[46]. La partie du château classée par arrêté du 30 octobre 1958 correspond à la chapelle et la partie inscrite par arrêté du 12 décembre 1958, au colombier.

#### Autres lieux et monuments
- L'église Saint-Denis (XVIIIe).

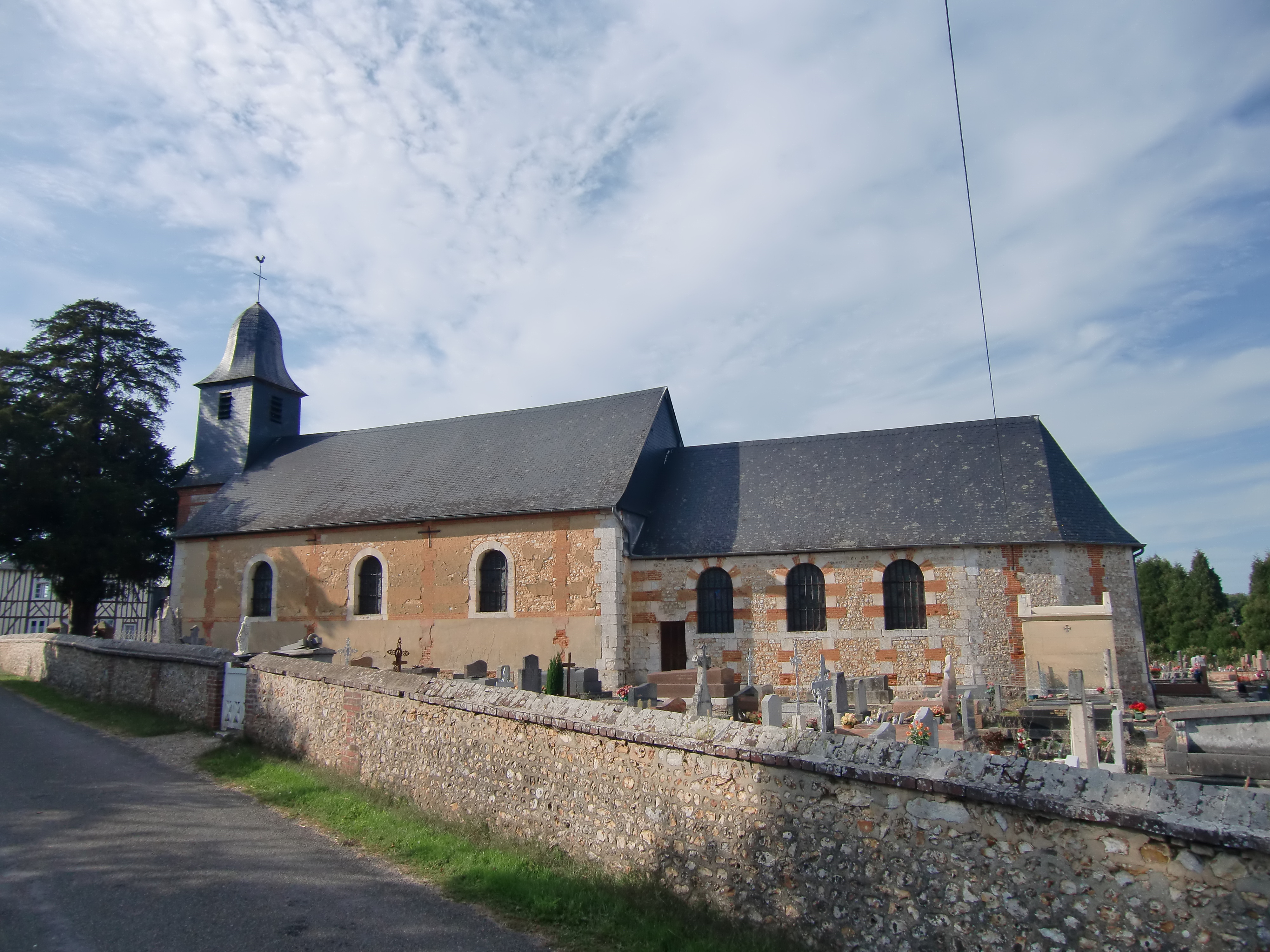
L'église Saint-Denis.

- Le musée départemental de la Résistance et de la Déportation.
- Château de Fréville.

### Patrimoine naturel

#### Natura 2000
- Site Natura 2000 « Risle, Guiel, Charentonne »[47].

#### ZNIEFF de type 1
- ZNIEFF 230031140 - Les prairies à l'est de Pont-Audemer[48]. Cette ZNIEFF, qui concerne également les communes de Corneville-sur-Risle et de Pont-Audemer, se distingue par la présence d'espèces d'Odonates clairsemées : des libellules fauves et des gomphes vulgaires limitées à la Risle. Par ailleurs, les ruisseaux et les fossés abondant sur l'ensemble de la ZNIEFF abritent des agrions de Mercure, même si la présence de cette espèce n'a pu être généralisée à l'ensemble du périmètre.

#### ZNIEFF de type 2
- ZNIEFF 230009170 – La vallée de la Risle de Brionne à Pont-Audemer, la forêt de Montfort[49].

#### Site inscrit
- L'if du cimetière,  Site inscrit (1932)[50].

### Personnalités liées à la commune
- Baptiste Renard (1768-1827), domestique de Dumouriez, héros de la bataille de Jemmapes, mort à Manneville-sur-Risle.
- Jacques Dufour dit Jude Stéfan (1930-2020), poète et nouvelliste, né à Manneville-sur-Risle.